# Stefan Jakob Wimmer

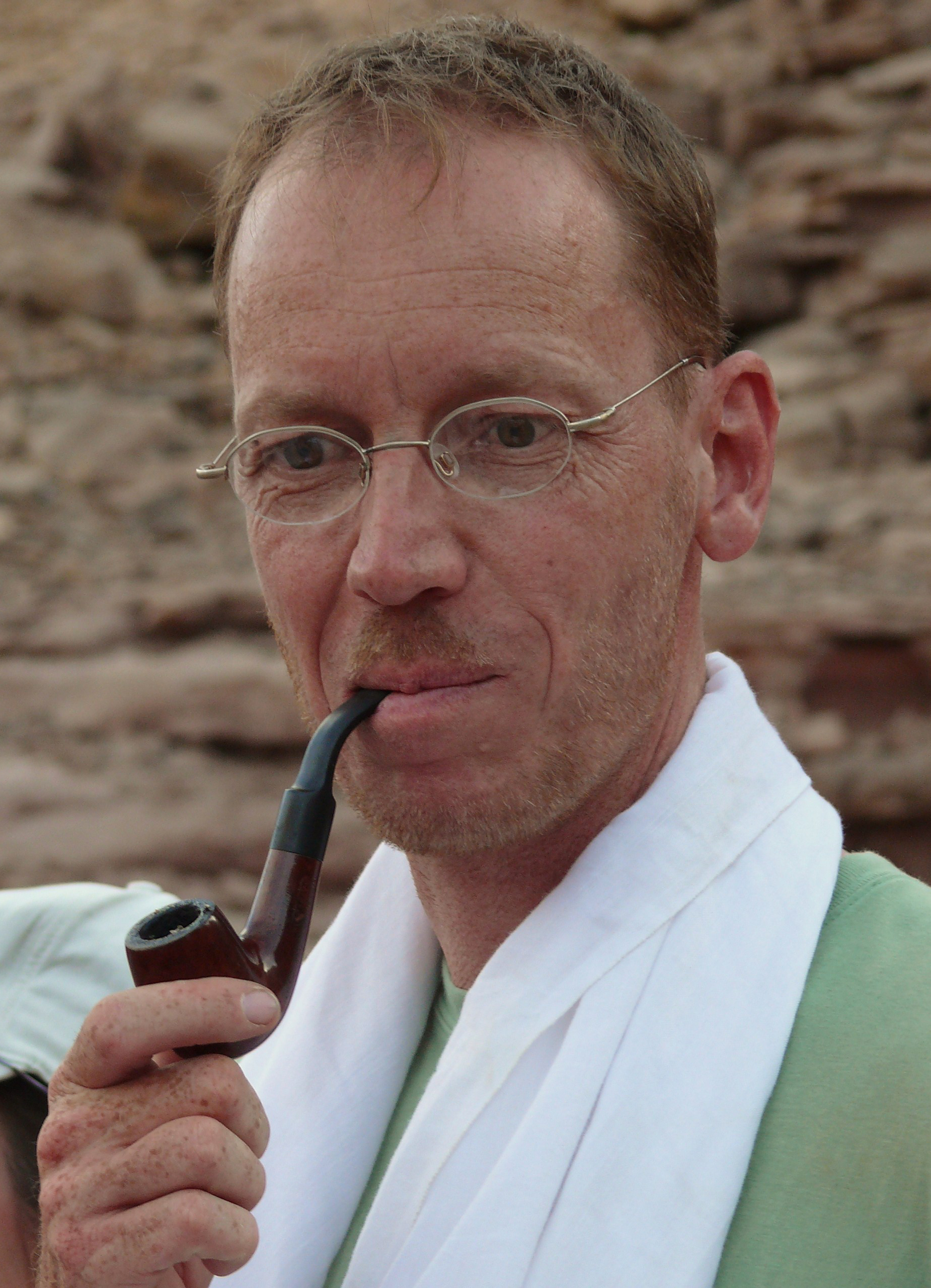
Stefan Jakob Wimmer

Stefan Jakob Wimmer (* 26. März 1963 in München) ist ein deutscher Ägyptologe, Orientalist, Hochschullehrer und Publizist. Seit 2016 ist er außerplanmäßiger Professor am Institut für Ägyptologie und Koptologie der Ludwig-Maximilians-Universität München. Neben seiner wissenschaftlichen Tätigkeit engagiert er sich im interreligiösen Dialog.

## Leben
Wimmer legte 1982 sein Abitur am Gymnasium München/Moosach ab, absolvierte eine Berufsausbildung zum Bankkaufmann bei der Commerzbank in Dachau und ging 1984 zum Studium der Ägyptologie und Archäologie an die Hebräische Universität Jerusalem, wo er dann auch Lehraufträge übernahm. Er arbeitete, teilweise leitend, an Ausgrabungen in Israel bzw. Palästina, Ägypten, Jordanien und Griechenland mit. Seit 1992 lebt er wieder in München; er ist Vater von drei Kindern.

## Werdegang
1994 wurde Wimmer an der Hebräischen Universität Jerusalem in Ägyptologie mit einer Arbeit zur hieratischen Paläografie nicht-literarischer Ostraka promoviert. Er wirkte an diversen, auch internationalen Projekten mit (unter anderem „Deir el Medine online“, LMU; „Philisterprojekt“, German-Israeli Foundation; „Die ägyptische und orientalische Rubensohn-Bibliothek, aramäische Texte aus Elephantine“, Papyrussammlung Berlin; "Crossing Boundaries - Understanding Complex Scribal Practices in Ancient Egypt", Museo Egizio Torino), war 1998 bis 2005 wissenschaftlicher Assistent von Manfred Görg an der Katholisch-Theologischen Fakultät der Universität München und habilitierte sich 2008 an der Kulturwissenschaftlichen Fakultät der Universität München. 2016 wurde er zum außerplanmäßigen Professor ernannt.

## Wirken
Neben seiner Forschungs- und Lehrtätigkeit ist Wimmer hauptamtlich in der Orient- und Asienabteilung der Bayerischen Staatsbibliothek als Fachreferent für Hebraica, Jiddisch, Alter Orient und Ägyptologie tätig. Für das Dachauer Forum leitete er bis 1999 den Bereich Gedenkstättenarbeit in der KZ-Gedenkstätte Dachau. In München konzipierte Wimmer unter anderem für Stattreisen München e.V. thematische Stadtrundgänge zu Juden und Muslimen in München, zum Alten Südlichen und Alten Nördlichen Friedhof.
2001 gründete Manfred Görg mit ihm zusammen die Gesellschaft Freunde Abrahams für religionsgeschichtliche Forschung und interreligiösen Dialog. Nach Görgs Tod 2012 wurde Wimmer deren 1. Vorsitzender. Er gibt mit Georg Gafus die Zeitschrift Blätter Abrahams. Beiträge zum interreligiösen Dialog und zusammen mit Wolfgang Zwickel die Schriftenreihe Ägypten und Altes Testament (ÄAT) heraus. Wimmer engagiert sich in der Initiative Münchner Forum für Islam des Imams Benjamin Idriz, wo er zeitweise als stellvertretender Vorsitzender amtierte und zur Zielscheibe islamfeindlich-extremistischer Gruppierungen wurde. Er gehörte zu den Organisatoren der Nymphenburger Gespräche (bis 2023), ist Gründungsmitglied des Münchner Lehrhauses der Religionen von Rabbiner Steven Langnas, Mitglied im 2016 gegründeten Rat der Religionen in München und seit 2024 im Abrahamischen Forum in Deutschland e.V.
Vor dem Hintergrund des Israel/Palästina-Konflikts wurden 2024 seine Texte "7. Oktober 2023 und der Gaza-Krieg. Eine Handreichung zum Verständnis und Empfehlung zum Umgang mit den Auswirkungen in München für Schulen, Verwaltung, Gemeinden" und "Die Antisemitismus-Falle" umfangreich rezipiert.
2006 wurde ihm der Dialogpreis des Interkulturellen Dialogzentrums München (IDIZEM) verliehen; im selben Jahr nahm er für die Freunde Abrahams den Förderpreis Münchner Lichtblicke des Ausländerbeirats der Landeshauptstadt München und der Lichterkette e.V. entgegen, 2017 ebenfalls für die Freunde Abrahams den Bürgerpreis des Bayerischen Landtags.

## Publikationen
Bücher (Auswahl)
- Von Sulzbach bis Tel Aviv. Hebräische Neuerwerbungen aus 50 Jahren – 1965–2015. Bayerische Staatsbibliothek, München 2015, ISBN 978-3-88008-009-6 (deutsch und hebräisch).
- mit Ernst Wagner, Leyla Sedghi: Isar-Arabesken. Spuren des Orients in München (= Münchner STATTreisen. Band 6). Allitera-Verlag, München 2013, ISBN 978-3-86906-105-4.
- München und der Orient. Mit Fotografien von Ergün Cevik und einem Geleitwort von Christian Ude. Kunstverlag Josef Fink, Lindenberg im Allgäu 2012, ISBN 978-3-89870-774-9.
- mit Benjamin Idriz, Stephan Leimgruber (Hrsg.): Islam mit europäischem Gesicht. Perspektiven und Impulse. Butzon & Bercker, Kevelaer 2010, ISBN 978-3-7666-1397-4.
- Palästinisches Hieratisch. Die Zahl- und Sonderzeichen in der althebräischen Schrift (= Ägypten und Altes Testament. Band 75). Harrassowitz, Wiesbaden 2008, ISBN 978-3-447-05862-9 (zugleich Habilitationsschrift).
- Abu Safíja, Maria, woher hast du das? Frauengestalten im Koran. Edition Avicenna, München 2008, ISBN 978-3-9809384-4-0.
- mit Stephan Leimgruber: Von Adam bis Muhammad. Bibel und Koran im Vergleich. Verlag Katholisches Bibelwerk, München/Stuttgart 2005; 2. Auflage, ebd. 2007, ISBN 978-3-460-33175-4.
- Münchner Abrahams-Geschichten. Freunde Abrahams, München 2008, ISBN 978-3-00-025152-8.
- Vergangene Tage – Neues Erwachen. Jüdisches Leben in München. Ein Stadtrundgang. München-Verlag, München 2006, ISBN 978-3-937090-18-4.
- Maschallah – Muslime in München. Stattreisen München e.V., München 2005/2006.
- mit August Strobel: Kallirrhoë ('Ēn ez-Zāra). Dritte Grabungskampagne des Deutschen Evangelischen Instituts für Altertumswissenschaft des Heiligen Landes und Exkursionen in Süd-Peräa (= Abhandlungen des Deutschen Palästina-Vereins. Band 32) Harrassowitz, Wiesbaden 2003, ISBN 3-447-04735-6.
- Hieratische Paläographie der nicht-literarischen Ostraka der 19. und 20. Dynastie (= Ägypten und Altes Testament. Band 28). 2 Bände, Harrassowitz, Wiesbaden 1995, ISBN 3-447-03776-8 (zugleich Dissertation).

Herausgeberschaft (Auswahl)
- zusammen mit Wolfgang Zwickel: Egypt and the Hebrew Bible. Proceedings of the Conference Celebrating 40 Years ÄAT, Munich, 6-7 Dec. 2019 Ägypten und Altes Testament. Fachtagung "40 Jahre ÄAT", München, 6.-7. Dez. 2019. (= Ägypten und Altes Testament. Band 100). Münster 2022.
- zusammen mit Georg Gafus: „Vom Leben umfangen“. Ägypten, das Alte Testament und das Gespräch der Religionen. Gedenkschrift für Manfred Görg. (= Ägypten und Altes Testament. Band 80). Ugarit, Münster 2014, ISBN 978-3-86835-119-4.
- Ägypten und Altes Testament. Studien zu Geschichte, Kultur und Religion Ägyptens und des Alten Testaments. (Schriftenreihe, ISSN 0720-9061; 2009–2012 hrsg. von Manfred Görg und Stefan Wimmer, seit 2014 hrsg. von Stefan Wimmer und Wolfgang Zwickel).
- Blätter Abrahams. Beiträge zum interreligiösen Dialog. (Zeitschrift, ISSN 1613-8384; 2002–2012 hrsg. von Manfred Görg und Stefan Jakob Wimmer, seit 2013 hrsg. von Stefan Jakob Wimmer und Georg Gafus).

Artikel
Mehrere hundert Fachartikel, Lexikonbeiträge, Rezensionen, Editorials.